# Crescêncio Rinaldini
Dom Crescenzo "Crescêncio" Rinaldini (Gardone Val Trompia, 27 de dezembro de 1925 - Belo Horizonte, 24 de outubro de 2011) foi um bispo católico italiano radicado no Brasil. Foi o sexto bispo da Diocese de Araçuaí.

## Biografia
Conhecido como Dom Enzo, cursou Filosofia e Teologia no Seminário Maior de Bréscia e graduou-se em Física e Matemática na Universidade de Pavia. Foi ordenado padre em 26 de junho de 1949, em Bréscia, sua diocese de origem. Em dezembro de 1961, chegou na Diocese de Araçuaí, assumindo como pároco da paróquia Santo Antônio, em Itinga/MG, onde permaneceu até janeiro de 1969. Durante esse período, dedicou-se por vinte anos ao ensino e à direção do Seminário de Araçuaí. Em 1981, recebeu um chamado para retornar à sua diocese de Brescia, na Itália. 
Em 1982 o Papa João Paulo II o designou para ser o sexto bispo diocesano de Araçuaí. Dom Enzo recebeu a ordenação episcopal das mãos de seu compatriota Dom Luigi Morstabilini, bispo de Brescia. Seu lema episcopal era Buscamos nova terra.
Foi o primeiro presidente do Serviço Pastoral dos Migrantes – SPM. Dedicava-se a visitar, lutar, rezar ao lado dos trabalhadores e trabalhadoras migrantes do Vale do Jequitinhonha/MG, e nos grandes centros urbanos, nas plantações de café, laranja, nas carvoarias e nos canaviais.
Em agosto de 2001 tornou-se bispo emérito de sua diocese e foi sucedido por seu bispo coadjutor, o franciscano Dom Dario Campos. 
Faleceu na madrugada do dia 24 de outubro de 2011, em Belo Horizonte, onde estava internado. Em nota a Diocese de Araçuaí expressou pesar e gratidão: "Dom Enzo, como todos carinhosamente o chamavam é italiano e deu sua vida pelo Vale do Jequitinhonha especificamente a Diocese de Araçuaí. Nossa gratidão eterna ao grande Missionário do Vale. É com pesar que anunciamos o seu falecimento".
Encontra-se sepultado na Cripta da Catedral São José de Araçuaí, que pertence a Diocese de Araçuaí.